# Epinotia bilunana
Epinotia bilunana là một loài bướm đêm thuộc họ Tortricidae. Nó được tìm thấy ở châu Âu.
Sải cánh dài 13–17 mm. Con trưởng thành bay từ tháng 5 đến tháng 8. .
Ấu trùng chủ yếu ăn Birch.

## Hình ảnh

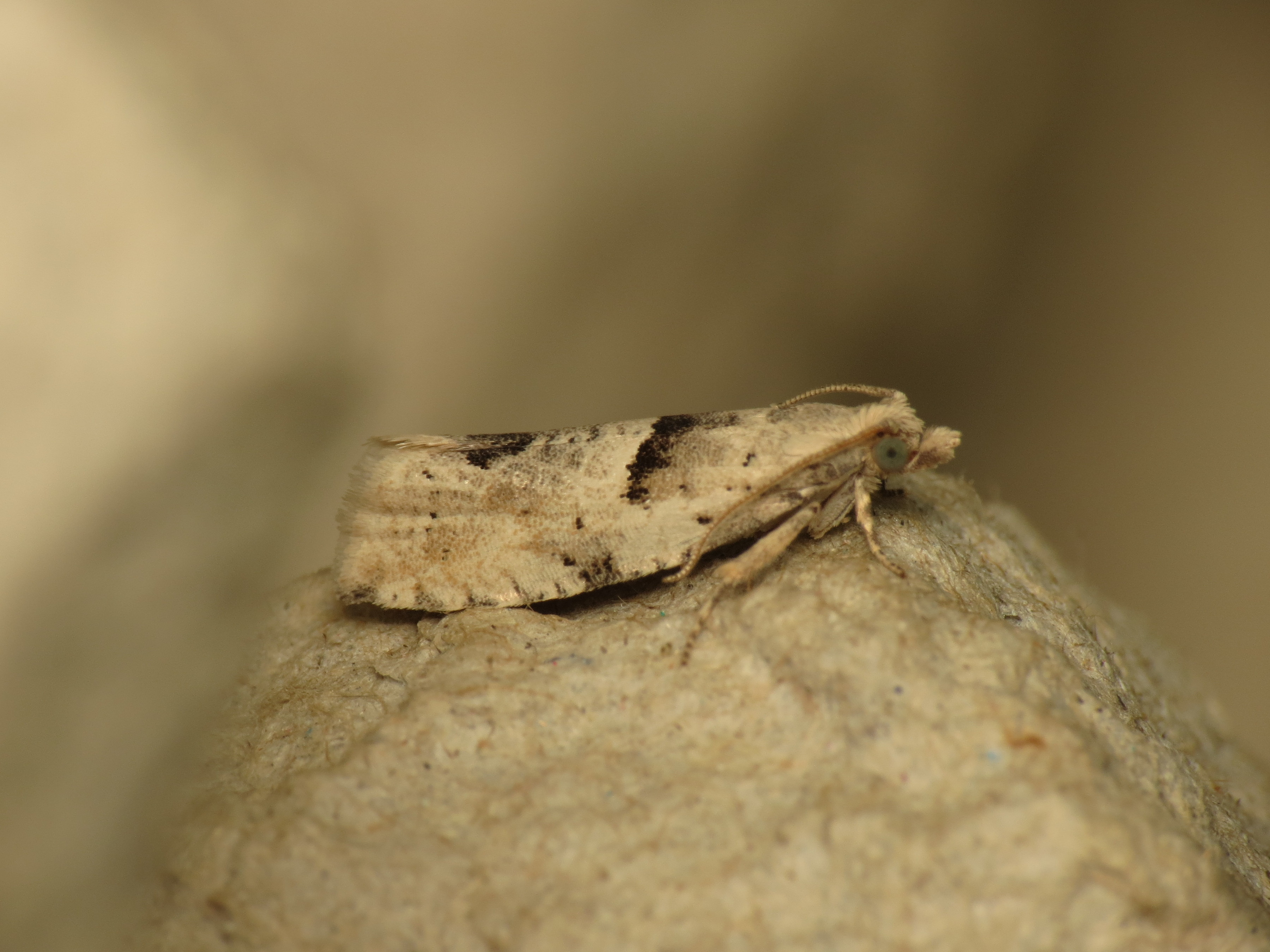
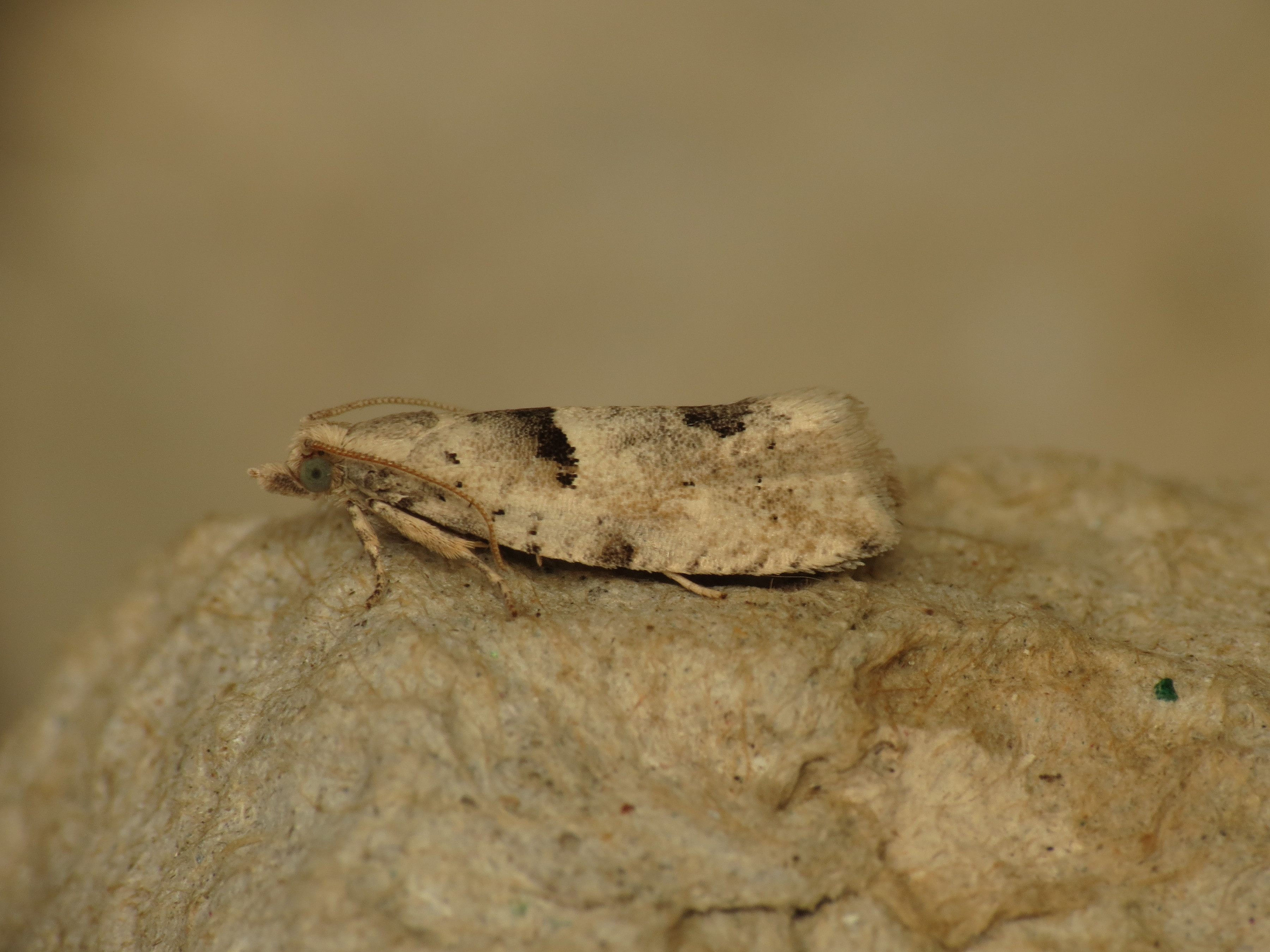
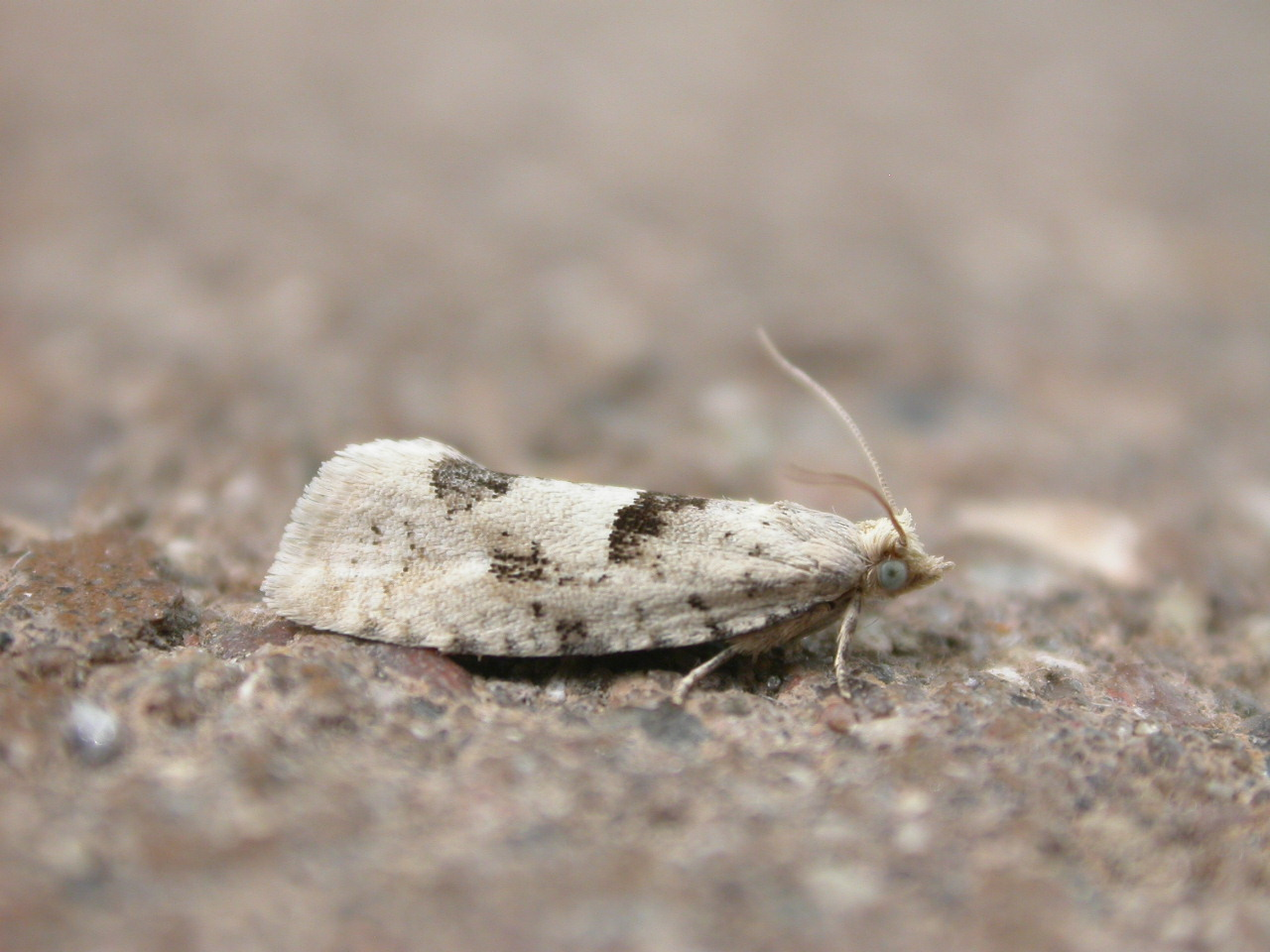
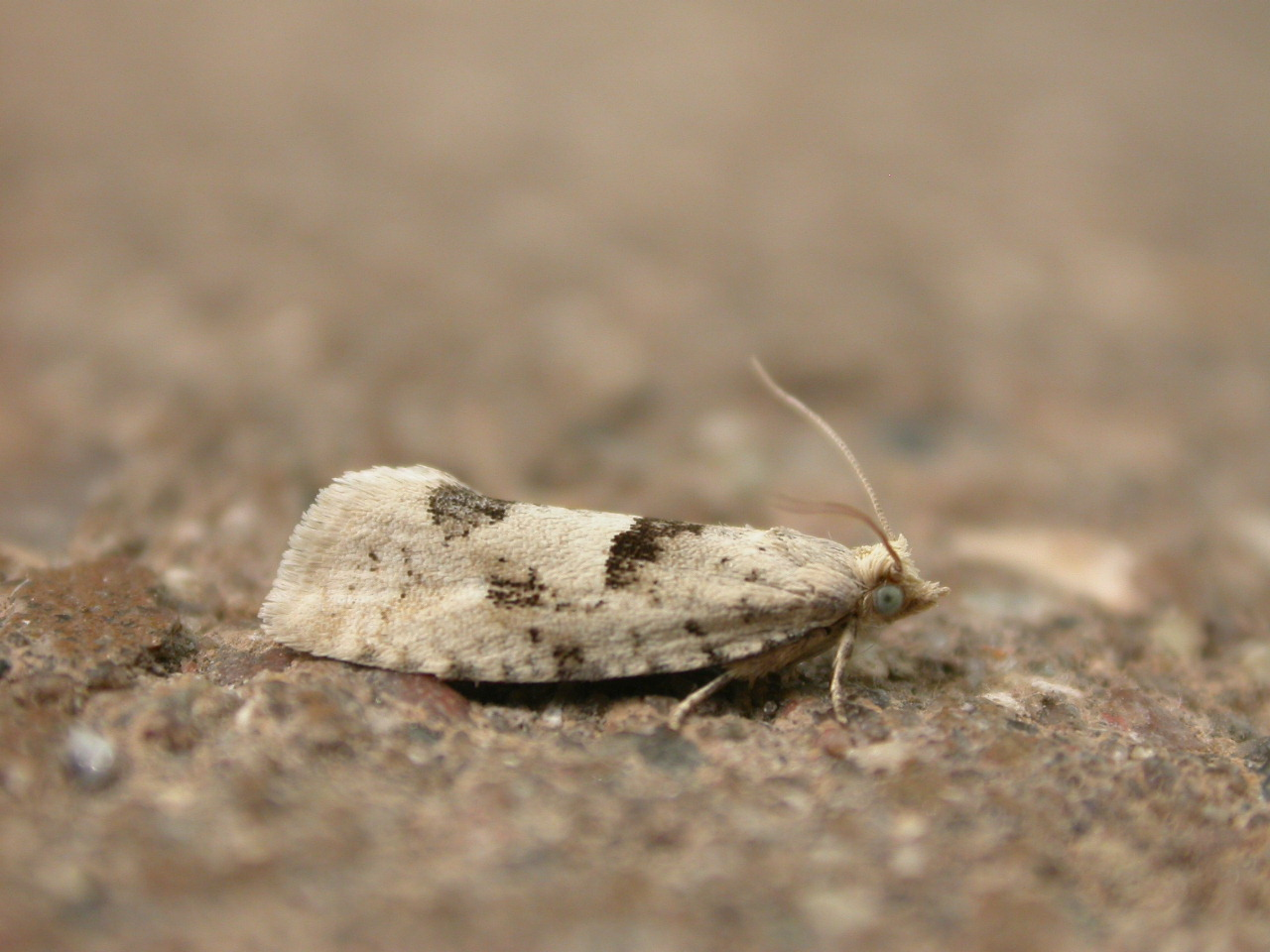